# Kapská kolonie
Kapská kolonie (nizozemsky Kaapkolonie) byla britská kolonie v dnešní Jihoafrické republice pojmenovaná po mysu Dobré naděje. Britské kolonii předcházela dřívější nizozemská kolonie stejného jména (později ovládaná Francií) - nizozemská kapská kolonie, založená v roce 1652 Sjednocenou východoindickou společností (VOC). Kapsko bylo pod vládou VOC od roku 1652 do roku 1795 a pod vládou napoleonské Batávské republiky mezi lety 1803 až 1806.
VOC ztratilo kolonii ve prospěch Velké Británie po bitvě u Muizenbergu v roce 1795, ale po smlouvě z Amiens z roku 1802 byla předána Batávská republice. Znovu byla Brity obsazena po bitvě u Blaauwbergu v roce 1806 a jako britskou ji potvrdila anglo-nizozemská smlouva z roku 1814.
Mys Dobré naděje pak zůstal součástí Britského impéria a v roce 1872 se stal samosprávným. Kolonie byla stejného rozsahu jako pozdější provincie Kapsko, táhnoucí se od atlantického pobřeží do vnitrozemí a na východ podél jižního pobřeží, což představuje asi polovinu rozlohy moderní jižní Afriky: konečná východní hranice po několika válkách proti Xhosům stála u Great Fish River. Na severu po určitou dobu sloužila jako hranice Oranžská řeka, původně známá jako ǂNūǃarib (černá řeka), která se následně nazývala řekou Gariep, ačkoli k ní později přibyla nějaká území mezi řekou a jižní hranicí Botswany.
Od roku 1878 ke kolonii patřila také enkláva Walvis Bay s ostrovy Tučňáků v dnešní Namibii. Spojila se se třemi dalšími koloniemi a v roce 1910 tak vytvořila Jihoafrickou unii. Poté byla přejmenována na Kapskou provincii. Jižní Afrika se stala  v roce 1931 suverénním státem, v roce 1961 se stala Jihoafrickou republikou a získala vlastní měnu zvanou Jihoafrický rand. Po vzniku dnešních jihoafrických provincií v roce 1994 byla provincie rozdělena na východní Kapsko, severní Kapsko a západní Kapsko s menšími částmi v severozápadní provincii.